# پوکا رانرا (یونگی)
پوکا رانرا (به اسپانیایی: Puka Ranra) یک کوه در پرو است که در Peru, Ancash Region واقع شده‌است. پوکا رانرا ۴٬۶۰۰ متر بالاتر از سطح دریا واقع شده‌است.